# Beriózovski (Alapàievsk)
|  | Per a altres significats, vegeu «Beriózovski». |

Beriózovski (en rus: Берёзовский) és un poble (un possiólok) de l'óblast de Sverdlovsk, a Rússia, segons el cens del 2010 tenia 19 habitants.